# Mowa bezdźwięczna
Mowa bezdźwięczna (ubezdźwięcznianie - nie mylić z ubezdźwięcznieniem) – zaburzenie mowy, odmiana dyslalii wyodrębniona ze względu na objawy.
Charakteryzuje się zaburzeniem w wymowie dźwięczności polegającym na braku wymowy głosek dźwięcznych (przy czym wyjątki stanowią samogłoski oraz spółgłoski sonorne) lub zastępowaniu ich odpowiednimi głoskami bezdźwięcznymi a także myleniem obu szeregów.
Wyróżnia się:
- deformację – polegającą na wymowie spółgłosek dźwięcznych w postaci półdźwięcznej z dźwięcznością w fazie początkowej i brakiem dźwięczności w fazie końcowej (lub odwrotnie)

- paralalię (substytucję) – polega na zamianie głosek dźwięcznych na ich bezdźwięczne odpowiedniki (np. bułka - pułka, woda - fota, góra - kóra, koza - kosa, żaba - szapa, dom - tom, dżem - czem)

- mogilalię (elizję) – polega na braku odpowiednich głosek dźwięcznych w systemie fonetycznym chorego (np. bułka - ułka, woda - oa, góra - óra, koza - koa)